# Mindhunter
Mindhunter es una serie de televisión estadounidense que se estrenó el 13 de octubre de 2017 en Netflix. Está basada en el libro Mind Hunter: Inside FBI's Elite Serial Crime Unit, de Mark Olshaker y John E. Douglas. En noviembre de 2017, Netflix anunció la renovación para una segunda temporada, que se estrenó el 16 de agosto de 2019.
Dirigida por David Fincher, Asif Kapadia, Tobias Lindholm y Andrew Douglas, la serie está ambientada en 1977 y se centra en dos agentes de la FBI —interpretados por Jonathan Groff y Holt McCallany—, quienes entrevistan a asesinos en serie en prisión para intentar resolver casos en curso.

## Sinopsis
A finales de los años 70, dos agentes del FBI se reúnen con asesinos y violadores encarcelados para desarrollar perfiles psicológicos de criminales, pero sus jefes temen que se estén involucrando demasiado con sus entrevistados.

## Reparto

### Principales
- Jonathan Groff como Holden Ford, un agente especial de la FBI perteneciente a la Unidad de Análisis de Conducta; basado en John E. Douglas.[9]
- Holt McCallany como Bill Tench, un agente especial de la FBI perteneciente a la Unidad de Análisis de Conducta; basado en Robert K. Ressler.[10]
- Anna Torv como Wendy Carr, psicóloga; basada en la Dra. Ann Wolbert Burgess.[6]

### Secundarios
- Hannah Gross como Deborah 'Debbie' Mitford, novia de Holden y estudiante de posgrado de la Universidad de Virginia.[2] (Temporada 1)
- Cotter Smith como Shepard, jefe de unidad de la Academia Nacional de Entrenamiento del FBI.
- Stacey Roca como Nancy Tench, la esposa de Bill.
- Sonny Valicenti como Dennis Rader. (Temporada 1)
- Cameron Britton como Edmund Emil Kemper III.
- Michael Cerveris como Ted Gunn, el reemplazo de Shepard como supervisor de la Unidad de Análisis de Conducta. (Temporada 2)
- Lauren Glazier como Kay Manz, camarera y amante de Carr. (Temporada 2)
- Christopher Livingston como Wayne Williams. (Temporada 2)
- Joe Tuttle como Detective Greg Smith.

### Recurrentes
- Alex Morf como Detective Mark Ocasek.
- Duke Lafoon como Detective Gordon Chambers.
- Peter Murnik como Detective Roy Carver.
- Sam Strike como Montie Rissell.
- Happy Anderson como Jerry Brudos.
- Sierra McClain como Tanya Clifton, empleada de hotel que lleva a Holden los casos de asesinatos en Atlanta. (Temporada 2)
- June Carryl como Camille Bell, activista y madre de uno de los jóvenes asesinados en Atlanta. (Temporada 2)
- Regi Davis como Maynard Jackson, Alcalde de Atlanta. (Temporada 2)
- Sonny Valicenti como Dennis Rader (Asesino BTK). (Temporada 2)
- Damon Herriman como Charles Manson. (Temporada 2)
- Christopher Backus como Tex Watson.

## Episodios

### Temporada 1 (2017)
| N.º en serie | N.º en temp. | Título      | Dirigido por    | Escrito por                                                      | Estreno               |
| --- | ------------ | ----------- | --------------- | ---------------------------------------------------------------- | --------------------- |
| 1 | 1            | Capítulo 1  | David Fincher   | Joe Penhall                                                      | 13 de octubre de 2017 |
| En 1977, el frustrado negociador del FBI Holden Ford forma una alianza inesperada con el agente veterano Bill Trench y comienza a estudiar un nuevo tipo de asesinato.     |              |             |                 |                                                                  |                       |
| 2 | 2            | Capítulo 2  | David Fincher   | Joe Penhall                                                      | 13 de octubre de 2017 |
| Holden entrevista al siniestro y elocuente asesino Ed Kemper, pero su investigación provoca una reacción negativa del FBI.                                                 |              |             |                 |                                                                  |                       |
| 3 | 3            | Capítulo 3  | Asif Kapadia    | Historia: Joe Penhall Adaptación: Joe Penhall y Ruby Rae Spiegel | 13 de octubre de 2017 |
| Por primera vez, las investigaciones de Holden y Tench conducen a un arresto, lo que convence a Tench de incorporar a la Dra. Wendy Carr al equipo.                        |              |             |                 |                                                                  |                       |
| 4 | 4            | Capítulo 4  | Asif Kapadia    | Historia: Joe Penhall Adaptación: Joe Penhall y Dominic Orlando  | 13 de octubre de 2017 |
| Bill y Holden consultan con la Dra. Wendy Carr para comenzar a clasificar a los sujetos. El equipo recibe impactantes noticias.                                            |              |             |                 |                                                                  |                       |
| 5 | 5            | Capítulo 5  | Tobias Lindholm | Jennifer Haley                                                   | 13 de octubre de 2017 |
| Holden y Bill regresan a un desconcertante caso en Pensilvania en el que una serie de pistas apunta a múltiples sospechosos.                                               |              |             |                 |                                                                  |                       |
| 6 | 6            | Capítulo 6  | Tobias Lindholm | Historia: Joe Penhall Adaptación: Joe Penhall y Tobias Lindholm  | 13 de octubre de 2017 |
| Wendy considera una oferta. Holden y Bill tienen dificultades para comunicar la importancia de sus descubrimientos sobre el inaudito caso de Altoona al sistema judicial.  |              |             |                 |                                                                  |                       |
| 7 | 7            | Capítulo 7  | Andrew Douglas  | Historia: Joe Penhall Adaptación: Joe Penhall y Jennifer Haley   | 13 de octubre de 2017 |
| Wendy asume un gran riesgo profesional para dedicarse exclusivamente al equipo. Holden y Bill están expuestos a una intensidad emocional cada vez más difícil de dominar.  |              |             |                 |                                                                  |                       |
| 8 | 8            | Capítulo 8  | Andrew Douglas  | Historia: Erin Levy Adaptación: Erin Levy y Jennifer Haley       | 13 de octubre de 2017 |
| Bill y Wendy entrevistan a candidatos para sumar un cuarto integrante al equipo. Una serie de quejas sobre el extraño hábito de un director de escuela intriga a Holden.   |              |             |                 |                                                                  |                       |
| 9 | 9            | Capítulo 9  | David Fincher   | Historia: Carly Wray Adaptación: Carly Wray y Jennifer Haley     | 13 de octubre de 2017 |
| Los métodos de Holden en una inquietante entrevista con el asesino múltiple Richard Speck siembran discordia en el equipo y dan lugar a una investigación interna del FBI. |              |             |                 |                                                                  |                       |
| 10 | 10           | Capítulo 10 | David Fincher   | Historia: Joe Penhall Adaptación: Joe Penhall y Jennifer Haley   | 13 de octubre de 2017 |
| El equipo cede ante la presión de una evaluación interna. Con su táctica audaz, Holden obtiene una confesión, pero pone en riesgo su carrera, sus relaciones y su salud.   |              |             |                 |                                                                  |                       |

### Temporada 2 (2019)
| N.º en serie | N.º en temp. | Título     | Dirigido por   | Escrito por                               | Estreno              |
| --- | ------------ | ---------- | -------------- | ----------------------------------------- | -------------------- |
| 11 | 1            | Capítulo 1 | David Fincher  | Doug Jung, Joshua Donen y Courtenay Miles | 16 de agosto de 2019 |
| Una mujer llega a casa y se encuentra a su esposo practicando autoasfixia erótica. Holden despierta en el hospital y se entera sobre sus ataques de pánico. Shepard se retira y Ted Gunn lo reemplaza como supervisor de Unidad de Análisis de Conducta. Gunn les pide a Tench y Carr que supervisen a Holden. |              |            |                |                                           |                      |
| 12 | 2            | Capítulo 2 | David Fincher  | Doug Jung, Joshua Donen y Courtenay Miles | 16 de agosto de 2019 |
| Tench comienza a investigar sobre el asesino BTK y junto con Holden descubren que él sigue patrones de diferentes asesinos, entre ellos David Berkowitz. El equipo entrevista a David y descubre que estuvo mintiendo sobre las voces que lo incitaban a matar. Un detective se presenta en la casa de los Tench para investigar sobre un niño asesinado y atado a una cruz en una de las casas de las que Nancy Tench era agente inmobiliario.  |              |            |                |                                           |                      |
| 13 | 3            | Capítulo 3 | David Fincher  | Doug Jung y Courtenay Miles               | 16 de agosto de 2019 |
| Holden va a Atlanta y junto con el agente local, Jim Barney, entrevistan a los asesinos William Junior Pierce y William Hance. Una empleada del hotel donde se hospedan, Tanya, contacta a Holden con las madres de tres niños asesinados o desaparecidos que buscan ayuda. |              |            |                |                                           |                      |
| 14 | 4            | Capítulo 4 | Andrew Dominik | Doug Jung y Courtenay Miles               | 16 de agosto de 2019 |
| Holden hace un perfil del asesino de Atlanta: un hombre negro de entre 20 y 30 años que resulta controversial en una ciudad marcada por el racismo. Wendy y Gregg entrevistan a Elmer Wayne Henley, Jr.,Carr cuenta una anécdota en la que revela su homosexualidad pero no es tomada en serio por su equipo. Bill se entera de que su hijo adoptivo participó en el asesinato del niño encontrado en el sótano de la casa que vendía su esposa. |              |            |                |                                           |                      |
| 15 | 5            | Capítulo 5 | Andrew Dominik | Pamela Cederquist                         | 16 de agosto de 2019 |
| El equipo entrevista a Charles Manson, Tench desata la frustración por su situación familiar. |              |            |                |                                           |                      |
| 16 | 6            | Capítulo 6 | Carl Franklin  | Doug Jung y Courtenay Miles               | 16 de agosto de 2019 |
| Más adolescentes son asesinados en Atlanta y el FBI envía a Holden y Tench para trabajar en los casos. Wendy reflexiona sobre los métodos de sus entrevistas. |              |            |                |                                           |                      |
| 17 | 7            | Capítulo 7 | Carl Franklin  | Doug Jung y Courtenay Miles               | 16 de agosto de 2019 |
| Los casos en Atlanta no tienen una solución clara y Holden busca las maneras de exponer al asesino. |              |            |                |                                           |                      |
| 18 | 8            | Capítulo 8 | Carl Franklin  | Doug Jung y Courtenay Miles               | 16 de agosto de 2019 |
| Holden busca la manera de identificar al asesino haciendo vigilancia en los puntos donde aparecen los cuerpos. Tench intenta acercarse a su hijo. Wendy tiene dudas sobre su relación con Kay. Se revela que el hombre de la primera escena de la serie es el asesino BTK. |              |            |                |                                           |                      |
| 19 | 9            | Capítulo 9 | Carl Franklin  | Doug Jung y Courtenay Miles               | 16 de agosto de 2019 |
| La policía detiene a un sospechoso en Atlanta que es sumamente manipulador. |              |            |                |                                           |                      |

## Promoción
El primer avance de Mindhunter fue publicado el 1.º de marzo de 2017. Posteriormente, el 1.º de agosto, fue divulgado un segundo avance de dos minutos de duración.
El tráiler de la segunda temporada fue lanzado el 6 de agosto de 2019, y su estreno se produjo el 16 de ese mismo mes.

## Crítica
La página Metacritic le otorgó a la serie 80 puntos considerando 35 opiniones profesionales, lo que significa «Críticas generalmente favorables».
En el sitio web Rotten Tomatoes, la primera temporada de Mindhunter alcanzó un 97% de aprobación tomando en cuenta 96 reseñas profesionales. El consenso de Rotten Tomatoes es:

Mindhunter distinguishes itself in a crowded genre with ambitiously cinematic visuals and a meticulous attention to character development.
Mindhunter se destaca en un abarrotado género con imágenes ambiciosamente cinematográficas y una meticulosa atención al desarrollo de los personajes.

La segunda temporada de la serie obtuvo un 98% de aprobación por parte de los críticos en el sitio web Rotten Tomatoes y un 83 en Metacritic.